# Enrico Faccini
Enrico Faccini (* 2. März 1962 in Santa Margherita Ligure) ist ein italienischer Comiczeichner und Comicautor.
Ende der 80er Jahre begann Faccini, Bildsequenzen zu zeichnen. Er legte seine ersten Versuche einem Agenten vor, welcher ihm riet, sich auf Comics zu konzentrieren. Wichtige Persönlichkeiten dieser Branche, zum Beispiel Carlo Chendi oder der Zeichner Giovan Battista Carpi, übten großen Einfluss auf ihn aus. Im Lustigen Taschenbuch 153 erschien die erste von ihm gezeichnete Geschichte, Eine fetzige Alarmanlage, bei der der Einfluss Carpis noch stark zu sehen ist.
Später arbeitete er für einige Zeit mit Romano Scarpa, einem der bekanntesten Zeichner, zusammen. Dieser gab ihm viele Ratschläge und half ihm auch, seinen eigenen, unverkennbaren Stil zu entwickeln.
Faccini zeichnet überwiegend Geschichten aus dem Duck-Universum, besonders Donald und Dussel Duck scheinen es ihm angetan zu haben.